# Thorvald Torgersen

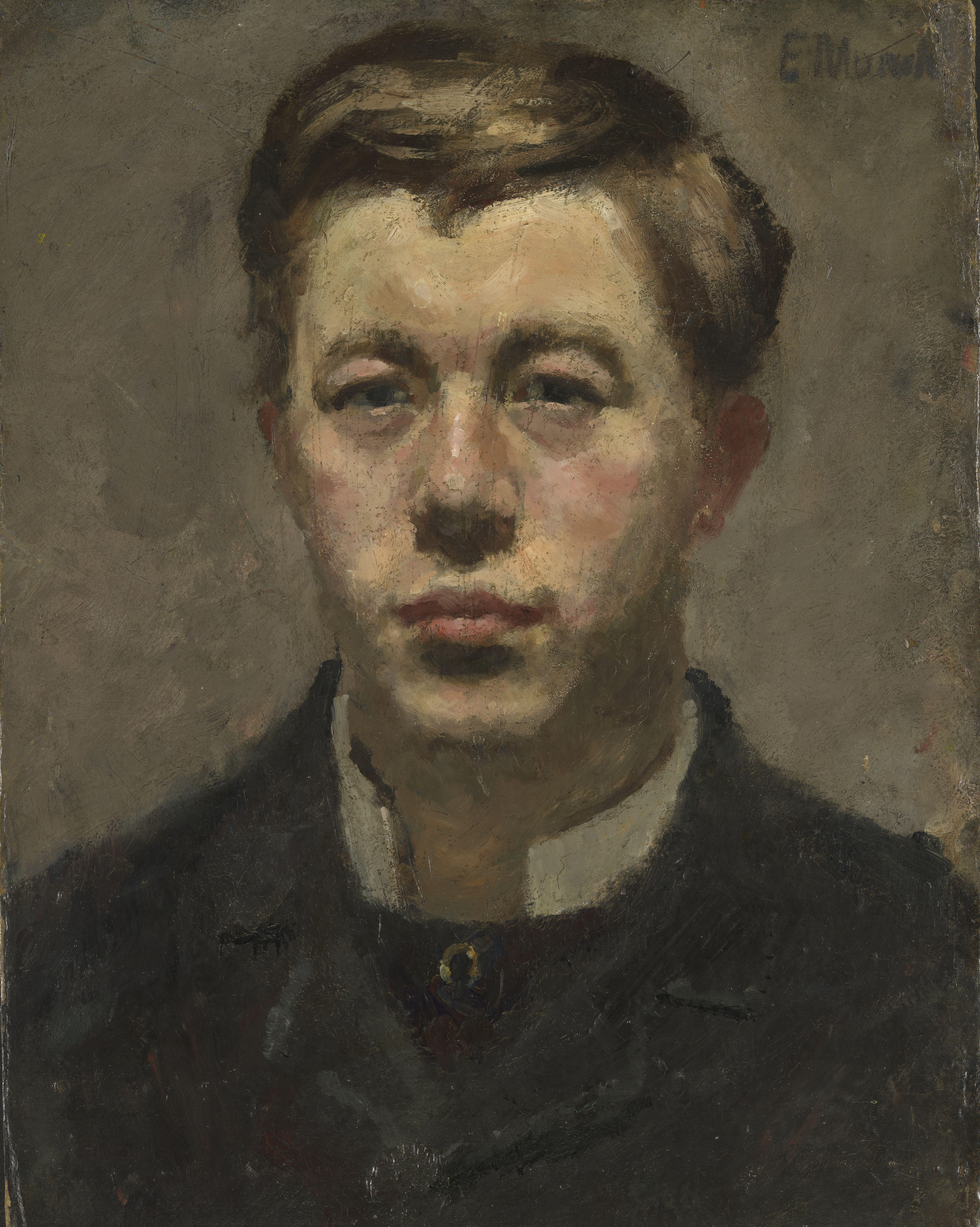
Edvard Munch: Thorvald Torgersen (1882), Öl auf Karton, 36,5 × 28 cm, Norwegische Nationalgalerie Oslo

Thorvald Hagbart Torgersen (* 9. Juli 1862 in Ski; † 10. Juli 1943 in Tjøme) war ein norwegischer Maler.
Er begann das Malerstudium bei Knud Bergslien von 1880 bis 1882. Gemeinsam mit Jørgen Sørensen, Edvard Munch, Halfdan Strøm und Harald Bertrand errichteten sie ein gemeinsames Atelier, wo sie von 1883 bis 1884 von Christian Krohg beraten wurden. 1883 besuchte Torgersen die Freilichtmalerei-Akademie von Frits Thaulow in Modum. 
Er besuchte Paris im Frühjahr 1885 und nochmals im Jahr 1889. Dort wurde er von Jules Bastien-Lepage beeinflusst. Er studierte von Februar bis April 1892 bei Kristian Zahrtmann an dessen Malerschule in Kopenhagen.
Er debütierte auf der Herbstausstellung 1883. Die auf den Weltausstellungen Paris 1889 und Paris 1900 ausgestellten Bilder brachten ihm ehrenvolle Auszeichnungen. Es gibt vier Porträts von ihm: eines von Gustav Wentzel aus dem Jahr 1881 und drei von Edvard Munch aus den Jahren 1881, 1882 und 1886. 
Torgersen lebte ab 1917 auf der kleinen Insel Tjøme. In späteren Jahren malte er meist Kinder mit verschiedenen Spielen im Sonnenschein am Strand.

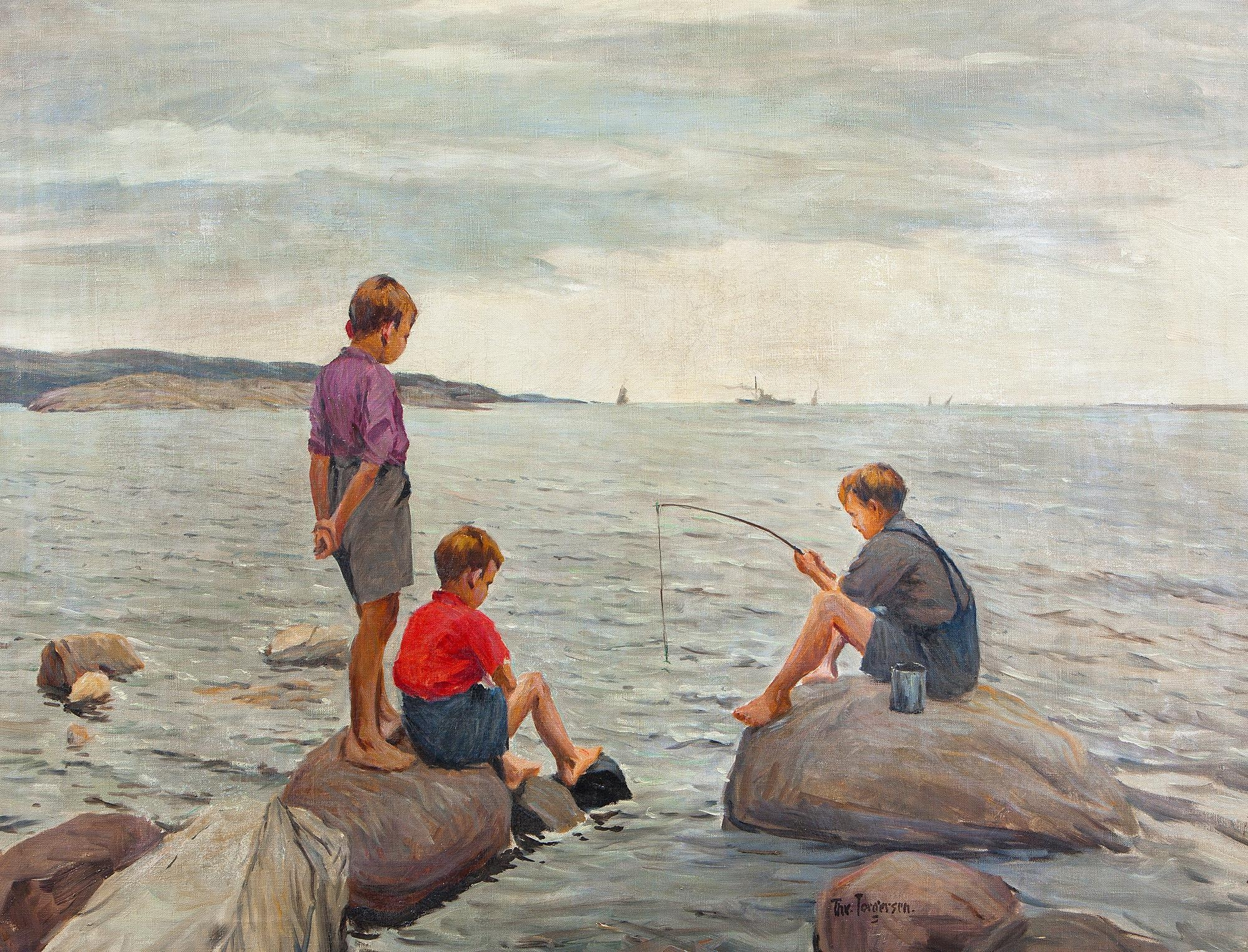
Kinder beim Angeln
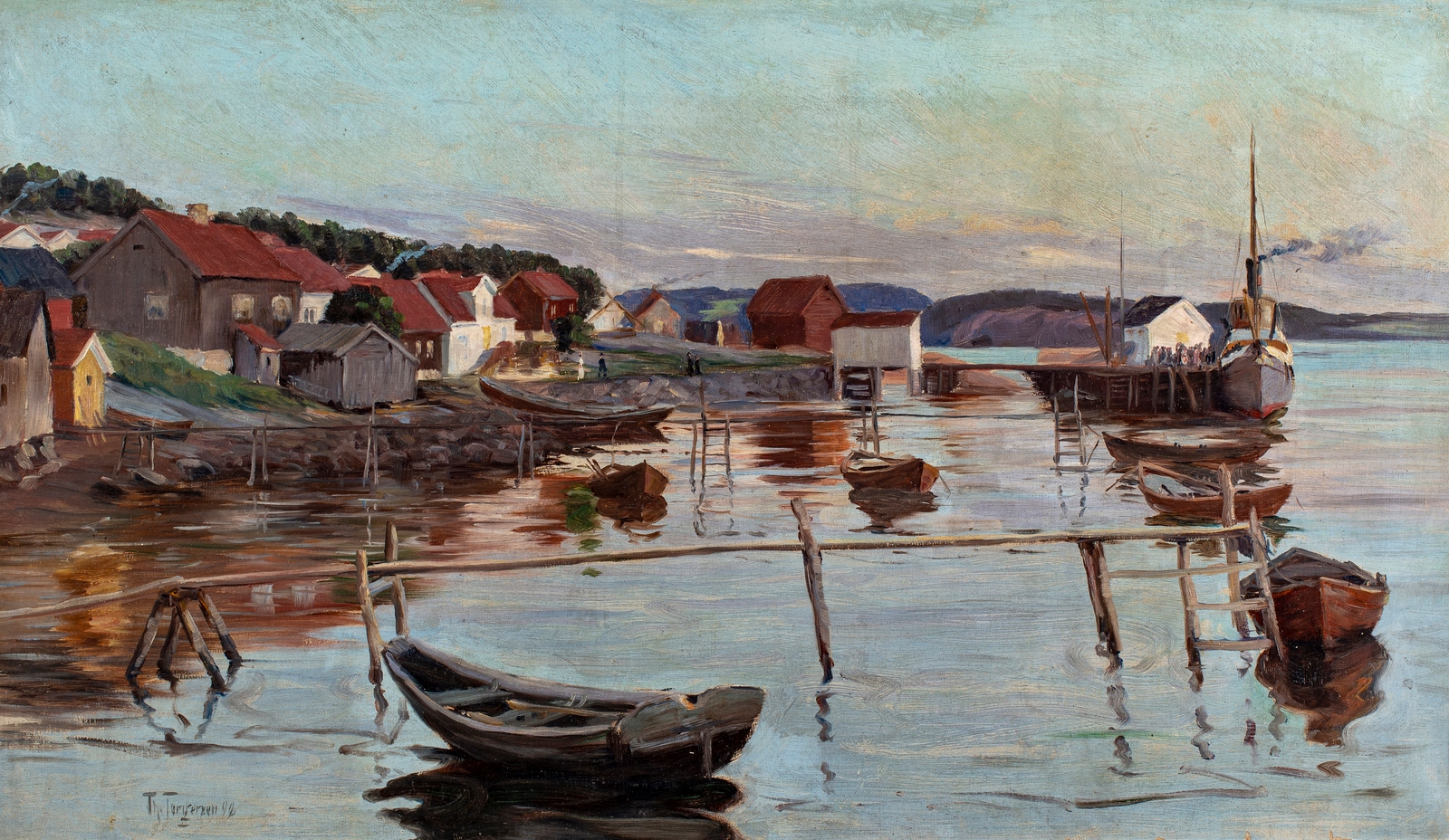
Küstenmotiv
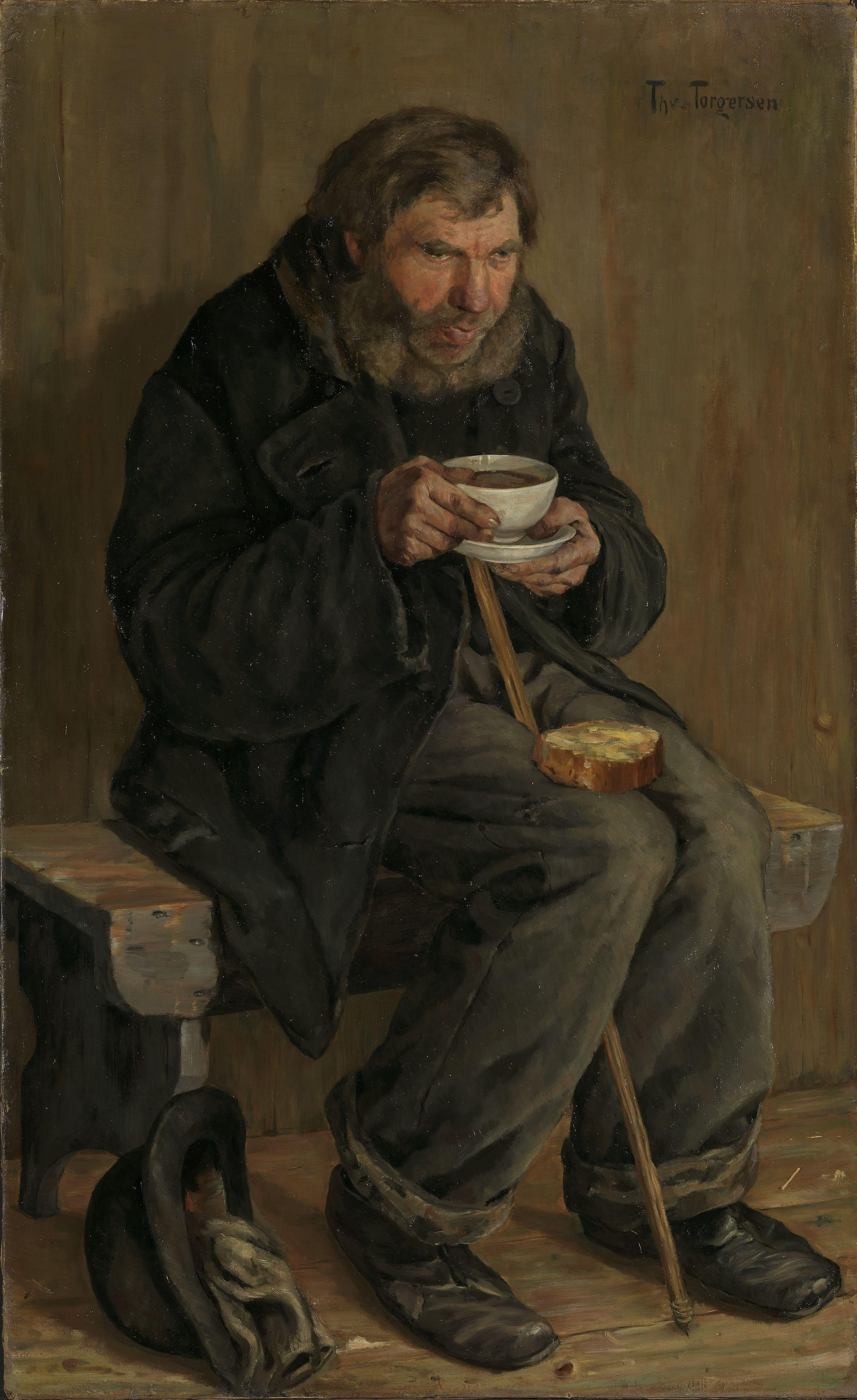
Ein Bettler